# Hold On! I'm a Comin'
Hold On! I'm a Comin', conosciuta anche come Hold On, I'm Comin', è una canzone soul di Sam & Dave pubblicata come singolo dalla Atlantic Records nel marzo 1966 e contenuta nell'omonimo album Hold On, I'm Comin'.
La canzone ha riscosso parecchio successo, raggiungendo la prima posizione della classifica Billboard Hot Black Singles e la numero 21 della Billboard Hot 100 statunitensi.
Una nuova versione della canzone è stata reincisa dal duo nel 1982, durante la campagna elettorale per l'elezione del Governatore della Louisiana, per promuovere l'elezione di Edwin Edwards', con il titolo "Hold On, Edwin's Coming" e il testo opportunamente cambiato.
Tre anni più tardi, uno dei componenti del duo, Dave Prater, si unì a Sam Daniels componendo un nuovo duo musicale, e reincisero insieme la canzone (con Daniels al posto dell'originale Sam Moore) pubblicando "Medley/Hold On, I'm Comin" per Atlantic Records.

## Cover
La canzone è stata rieseguita più volte anche da differenti artisti, tra cui Bryan Ferry, e inclusa in colonne sonore di vari film; in Italia la canzone è stata reincisa da Annamaria Di Marco e Stefania Del Prete per il programma televisivo Non è la RAI, in cui veniva interpretata da Emanuela Panatta e Pamela Petrarolo. Questa versione è stata pubblicata nella compilation del programma Non è la Rai 2. Nel 2018 la stessa Petrarolo ne esegue una cover con la Del Prete che viene inserita nel suo terzo album A metà. La canzone è stata utilizzata nel filmato di apertura del videogioco Mafia III.